# Caligus diaphanus
Caligus diaphanus is een eenoogkreeftjessoort uit de familie van de Caligidae. De wetenschappelijke naam van de soort werd in 1832 voor het eerst geldig gepubliceerd door Alexander von Nordmann.